# Rhinastria
Rhinastria is een geslacht van halfvleugeligen uit de familie schuimcicaden (Cercopidae). De wetenschappelijke naam van dit geslacht is voor het eerst geldig gepubliceerd in 1891 door Kirby.

## Soorten
Het geslacht Rhinastria  is monotypisch en omvat slechts de volgende soort:
- Rhinastria bicolor Kirby, 1891